# Hiệp hội Đại biểu miền Bắc
Hiệp hội Đại biểu miền Bắc (tiếng Lào: ສະມາຄົມຜູ້ແທນພາກເຫນືອ) là cựu đảng phái chính trị ở Lào trước năm 1975.

## Lịch sử
Ban đầu gọi là Nhóm Viêng Chăn, đảng đã giành được chín ghế trong cuộc bầu cử năm 1965, và cũng đạt kết quả tốt trong cuộc bầu cử năm 1967, sau đó được đổi tên thành Hiệp hội Đại biểu miền Bắc. Từng đoàn đại biểu từ các vùng khác trên toàn quốc đều tới tham dự và đảng này bèn thiết lập liên minh với Đảng Trung lập Lào, ủng hộ chính phủ của Thủ tướng Souvanna Phouma.